# 青年傳播
青年傳播股份公司（日语：株式会社ヤング・コミュニケーション）是日本傑尼斯事務所旗下公司，主要負責傑尼斯事務所所屬藝人之演唱會、舞台劇的企劃、組織、舉辦與門票銷售。

## 演唱會事務局
演唱會事務局是青年傳播公司內的門票銷售部門，主要負責傑尼斯事務所旗下藝人演唱會、舞台劇的門票出售事宜。除演唱會事務局之外，上述門票還通過傑尼斯家族俱樂部出售。但是這不代表演唱會事務局會出售所有傑尼斯事務所藝人出演舞台的門票。
由於演唱會事務局與傑尼斯家族俱樂部聯繫密切，故而雙方的會員信息是共享的。與家族俱樂部一樣，演唱會事務局對於門票轉售事宜也是規管非常嚴格的。
門票售賣通知函是淺藍色的信封（也有部分是粉色信封），信封內包含一張購買門票的特殊轉賬表格和一份說明相關內容的指導信。通知函會發送給後援會註冊的每位會員。為了便於與後援會的公告一併發送，這封郵件往往不是透過傑尼斯家族俱樂部的寄送部門發送。
除非是特殊的轉賬通知，否則你不一定要接受門票申請轉賬。你也可以申請多個舞台表演的門票，此時也可以利用可以轉賬郵局的轉賬表格。（雖然通知函內只有一張轉賬表格，但是可以通過雙拼的方法來申請多個舞台演出的門票。此外根據不同舞台表演的規定，非專屬轉賬表格不一定會被接受。）
對於所有申請的回函，事務局也有“抽籤”過程，不確保所有人都能獲得門票。對於中選的購票申請者，事務局會在“指定的送貨日”通過“郵寄非必要信函”的形式投遞（視具體舞台規定投遞掛號信或普通信）。

## Jticket
“Jticket”是演唱會事務局內部申請與傑尼斯家族俱樂部區分的門票組織。根據粉絲後援會申請的狀況，開放部分門票給其他非該藝人所屬後援會粉絲申請，甚至可以開放給非傑尼斯家族俱樂部成員申請（傑尼斯事務所的絕大部分舞台表演都只接受傑尼斯家族俱樂部成員申請）。此外還與事務局一樣提供舉辦地查詢服務。